# Dezső Kőszegi
Dezső Kőszegi, noto anche col nome italianizzato Desiderio Kőszegi (Budapest, 31 agosto 1895 – Budapest, 20 marzo 1951), è stato un allenatore di calcio e calciatore ungherese, che giocava nei ruoli di portiere prima e difensore poi.

## Biografia
È il fratello minore di György, anche lui ex calciatore e allenatore di calcio.

## Carattieristiche tecniche

### Giocatore
Calciatore poliedrico e completo, ricopre molti ruoli, da quello di portiere a tutti quelli della difesa.

## Carriera
Cresciuto calcisticamente nel BTC Budapesti, Dezső Kőszegi arriva in Italia nel primo dopoguerra come allenatore-giocatore della Pistoiese, per poi passare alla guida della Lazio nel 1924. I risultati ottenuti con la formazione romana non sono quelli sperati, pur avendo lui introdotto metodi di allenamento moderni come le doppie sedute settimanali, difatti lascia la panchina biancoceleste al termine della stagione 1925-26. 
Negli anni successivi guiderà nuovamente la Pistoiese in diversi periodi.

## Palmarès

### Allenatore-giocatore

#### Club

##### Competizioni regionali
- Campionato italiano di terza divisione: 2

Pistoiese: 1922-1923, 1923-1924